# Les Hydrophiles
Les Hydrophiles est un cercle d'artistes belges actif à Bruxelles entre 1884 et 1889.

## Historique
Le cercle Les Hydrophiles est créé à la suite d'un désaccord au sein du Cercle des Aquarellistes et des Aquafortistes belges en raison de trop grandes différences dans la qualité du travail de ses membres. En effet, de nombreux artistes considérés comme inférieurs y étaient admis. 
Le groupe, né sous la présidence de Charles Goethals, a d'abord pris le nom de Les Aquarellistes belges mais s'est renommé très rapidement Les Hydrophiles. La date officielle de la fondation du cercle est le 2 janvier 1884. Le jury d'admission et de placement est constitué en mars 1884. Lorsque, pour des raisons de santé, Charles Goethals remet sa démission en novembre 1884, c'est Léopold Speekaert qui devient le président des Hydrophiles.

## Les Expositions
Les Hydrophiles organisent au total cinq expositions collectives annuelles entre 1884 et 1888. La sixième exposition prévue en 1889 n'a jamais eu lieu, car l'association est dissoute en février 1889.
- Exposition de 1884 (I) : du 29 avril au 27 mai 1884 dans les salles 11 et 12 du palais des beaux-Arts de Bruxelles[4].
- Exposition de 1885 (II) : du 28 mars au 29 avril 1885 dans les salles 11 et 12 du palais des beaux-Arts de Bruxelles[5].
- Exposition de 1886 (III) : du 20 mars au 26 avril 1886 dans les salles 10 et 11 du palais des beaux-Arts de Bruxelles, 143 œuvres sont exposées[6].
- Exposition de 1887 (IV) : du 21 mai au 27 juin 1887 au musée ancien[7].
- Exposition de 1888 (V) : du 26 mai au 24 juin 1888 au musée ancien[8].

Aux expositions sont aussi représentés le graphisme, le dessin, l'art de l'affiche et les arts appliqués.
L'existence du cercle était simultanée à celle du groupe des XX, qui avait une renommée beaucoup plus grande.

## Les membres

### Les membres effectifs
Le cercle Les Hydrophiles, dont le premier président est le peintre Charles Goethals, mort le 11 novembre 1885, a compté comme membres Henri Cassiers (vice-président et trésorier), Achille Chainaye, Paul Combaz (secrétaire), Willem Delsaux, Célestin Gilleman, Maurice Hagemans, François Halkett, Théo Hannon, Paul Hermanus, Hermann Heuser, Ernest Maingot, Jean Mayné, Léon Mundeleer (peintre), Edgard Rombouts, Frans Van Leemputten, Willy Schlobach, Jan Toorop, Guillaume Vogels, Mathilde Dupré-Lesprit et bien d'autres,.

### Les membres invités
En plus des membres du cercle, d'autres artistes sont également invités aux expositions annuelles comme François Binjé, George Hendrik Breitner, Gustave Caillebotte, Gustave Den Duyts, Charles Ecrevisse, William White, Ernest Ange Duez, Jean-Louis Forain, Léon Lhermitte, Max Liebermann, Max Ludby, les frères jumeaux Pieter et David Oyens, Alfred Roll, Auguste-Ernest Sembach, Jacob Smits, Charles Storm van 's Gravesande.